# Colin Vearncombe
Colin Vearncombe (även känd under artistnamnet Black), född 26 maj 1962 i Liverpool, England, död 26 januari 2016 i Cork, Irland, var en brittisk sångare och låtskrivare. 

## Biografi

### Karriär
Vearncombe har släppt ett flertal skivor sedan 1981, men är kanske mest känd för låtarna Wonderful life och Sweetest smile från 1987.

### Död
Den 12 januari 2016 var Vearncombe inblandad i en bilolycka och hamnade i koma. Den 26 januari samma år avled han.